# 申根既有规范

已参与的欧盟会员国
未参与但有义务加入的欧盟会员国
可选择退出的欧盟会员国
已参与的非欧盟会员国
事实参与的非欧盟会员国
开放边界的非欧盟会员国

申根既有规范（英語：Schengen Acquis）是一套融入欧盟法律的规则和立法，规范在申根地区内取消内部边界的边境管制，同时加强外部边界的边境管制。

## 概述
申根既有规范包括：
- 比荷卢联盟、联邦德国和法国于1985年6月14日所签署的《申根公约》；
- 1990年6月19日签署的为执行《申根公约》而制订的《申根协定》；
- 意大利、西班牙、葡萄牙、希腊、奥地利、丹麦、芬兰和瑞典为加入《申根协定》而签署的相关协议；
- 执行委员会和中央小组的决定；
- 欧洲议会和/或理事会在申根协定被纳入欧盟法律后通过的欧盟法案（法规、指令和决定）。

## 历史

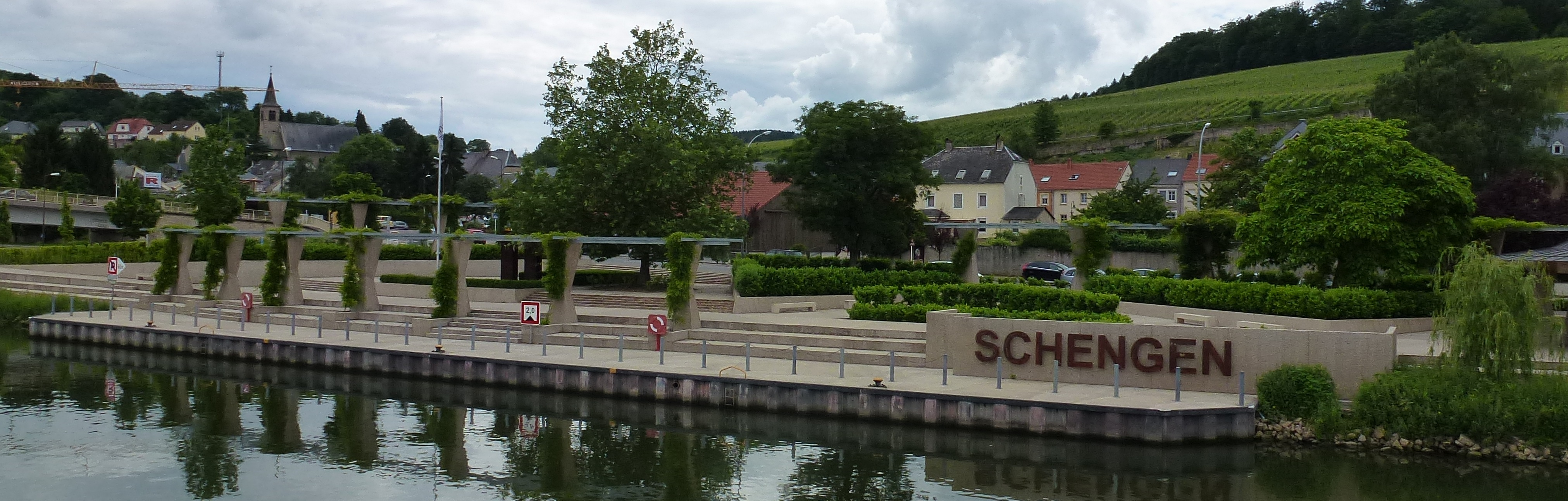
卢森堡申根

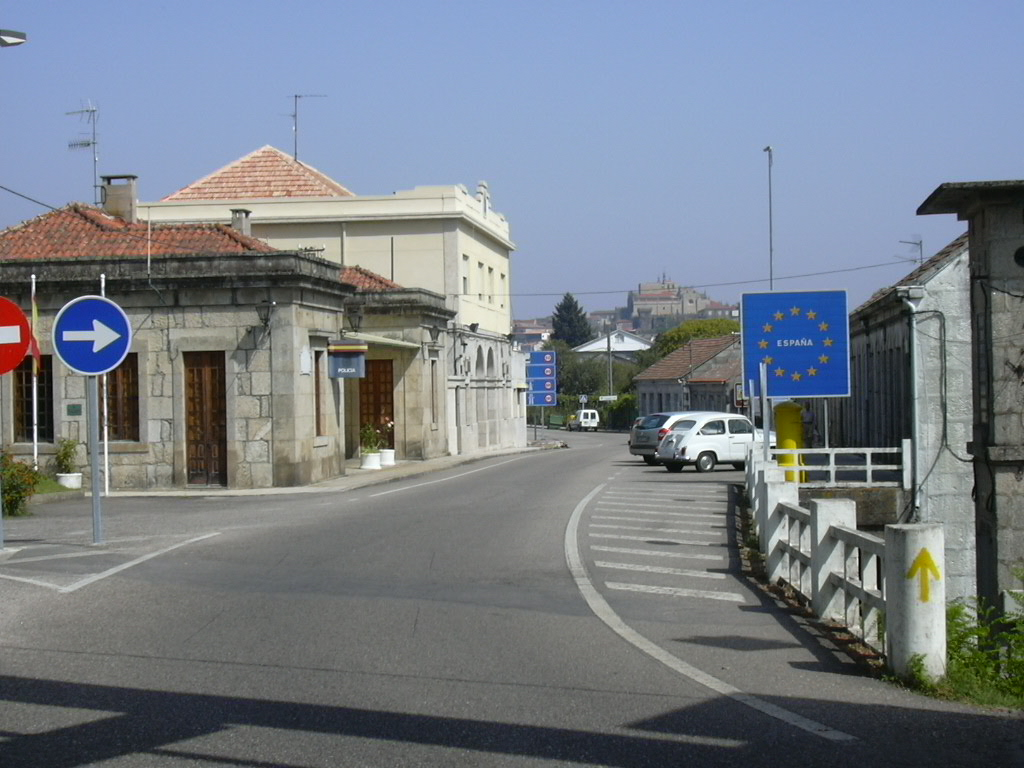
西葡边界的简单标示。

人员自由流动是《罗马条约》最初的核心部分，从建立欧洲经济共同体开始，共同体内各成员国公民可以凭借护照或国民身份证从一个成员国自由地旅游到另一个成员国。 然而，在大多数成员国之间的边境仍有系统的身份控制。成员国之间的分歧导致了在共同体内部取消边境管制的谈判陷入僵局；但在1985年，当时10个成员国中的5个——比利时、法国、卢森堡、荷兰和西德——签署了一项协议，决定逐步取消共同的边境管制。该协议是在卢森堡申根镇附近摩泽尔河所停靠的“玛丽－阿斯特丽德公主号（Princess Marie-Astrid）”上签署的，法国、德国和卢森堡三国在此交汇。 作为比荷卢经济联盟的一部分，比利时、卢森堡和荷兰等三个签署国在此之前就已经取消了共同的边境管制。
《申根协定》是独立于欧盟签署的，其部分原因是欧盟成员国对欧盟是否有废除边境管制的管辖权缺乏共识；而另一部分原因是那些准备实施这一构思的国家不希望等待其他国家（当时还没有加强合作机制）。 该协定规定了统一签证政策，允许边境地区的居民自由可以穿越边境而无需固定的检查站，并以目视检查减速车辆来代替护照检查，以及允许车辆检查时可车辆不停车穿越边境。
1990年的《申根公约（Schengen Convention）》对原有的《申根协定》进行了补充，该协议提议废除内部的边境管制和实施共同的签证政策。正是由于该协议的通过，才使得完全取消申根成员国之间的内部边境管制和实施共同的签证政策，以及促使警察与司法合作；这也导致了申根区的成立。《申根协定》及其执行公约在1995年时还仅对部分签署国实施，但在仅仅两年后的阿姆斯特丹政府间会议期间，欧盟内除英国和爱尔兰外的其他时任会员国都签署了《申根协定》。 正是在促使《阿姆斯特丹条约》的谈判过程中，《申根协定》被同意纳入欧盟法律体系，同时英国和爱尔兰退出申根区。
1996年12月，两个非欧盟会员国——挪威和冰岛与申根协定签字方签署了一份联合协议，从而成为申根区的一部分。虽然该协议从未生效，但两国在与欧盟达成类似协议后确实成为申根区的一部分。《申根公约》本身不开放供非欧盟成员国签署。2009年，瑞士通过2005年的全民公投接受了一项联合协议，最终正式进入申根区。
由于《申根协定》已是共同体既有法律的一部分，该协定对于欧盟成员国来说已经失去了条约的地位，只能根据其条款进行修改。相反，修改是根据欧盟条约下的欧盟立法程序进行的。更改或废除部分或全部前申根协议并不需要前协议签署国的证明。而规范进入申根区条件的法律行为现在由欧盟立法机构以多数票通过。新的欧盟成员国不签署这样的申根协议，而是有义务执行申根规则，作为现有欧盟法律的一部分，每个新加入者都必须接受。这导致非欧盟申根成员国几乎没有正式的约束选项来影响申根规则的形成和演变；他们的选择实际上被简化为同意或退出协议。但是，在通过特定的新立法之前会与受影响国家进行磋商。